# Arturo Calabresi
Arturo Calabresi (Roma, 17 marzo 1996) è un calciatore italiano, difensore del Pisa.

## Biografia
È il figlio dell'attore e conduttore televisivo Paolo Calabresi, a fianco del quale ha fatto una comparsata nella serie televisiva Boris e nel film Boris - il film.

## Caratteristiche tecniche
Difensore forte fisicamente, nasce come centrocampista centrale e ricopre il ruolo di centrale difensivo, ma può anche essere adattato nel ruolo di terzino destro o in qualsiasi altro ruolo della difesa.

## Carriera

### Club

#### Gli inizi
Dopo diversi anni nelle giovanili giallorosse, Arturo partecipa sempre con la Roma al Campionato Primavera, al Torneo di Viareggio e alla UEFA Youth League, collezionando diverse presenze e alcune reti. 

#### Roma e vari prestiti
Nel calciomercato estivo del 2015 viene ceduto in prestito al Livorno, militante in Serie B, dove segna anche la sua prima rete tra i professionisti nella gara interna contro il Brescia alla seconda giornata di campionato. Ritorna in giallorosso nel successivo mese di gennaio, prima di essere ceduto con la formula del prestito biennale al Brescia.
Con i lombardi nella seconda parte di stagione ottiene 14 presenze e un gol, nei minuti di recupero nella gara casalinga contro il Perugia. Il 21 giugno 2017 viene riscattato dalle rondinelle, ma due giorni dopo la Roma esercita la contro-opzione, riacquistando così il cartellino del giocatore. Il 7 luglio 2017 passa in prestito con diritto di riscatto e controriscatto allo Spezia. Chiusa l'esperienza in Liguria con sole due presenze, il 23 gennaio 2018 passa in prestito per sei mesi al Foggia.

#### Bologna e vari prestiti
Il 21 giugno 2018 passa al Bologna firmando un contratto con il club felsineo fino a giugno 2022. Il 12 agosto debutta con i rossoblù in Coppa Italia, nel successo sul Padova per 2-0. Il debutto in massima serie avviene il 23 settembre, quando è schierato come titolare nella partita casalinga con la Roma vinta per 2-0. Il 21 ottobre trova il primo gol in Serie A, segnando la rete del definitivo pareggio al Torino (2-2).
Il 26 agosto 2019 viene ceduto a titolo temporaneo all'Amiens. Il 19 ottobre realizza il suo primo gol in Ligue 1, sul campo del Nîmes nel match terminato 1-1.
A fine prestito fa ritorno al Bologna, ma dopo essere rimasto ai margini della rosa, il 22 gennaio 2021 si trasferisce in prestito con diritto di riscatto al Cagliari. Trova, tuttavia, poco spazio anche nella squadra sarda.

#### Lecce
Il 29 luglio 2021 firma un contratto triennale con opzione per il quarto con il Lecce, con cui va a segno il 16 dicembre 2021, realizzando il suo primo gol in Coppa Italia sul campo dello Spezia, nella vittoria per 2-0 dei salentini ai sedicesimi di finale. Con il Lecce vince il campionato di Serie B 2021-2022, ottenendo la promozione in Serie A.

#### Pisa
Il 9 agosto 2022, quattro giorni dopo l'esordio stagionale in Coppa Italia con il Lecce, viene acquistato dal Pisa. Il 20 gennaio 2024 segna la sua prima rete con i toscani, nel successo per 3-1 in casa del Lecco.

### Nazionale
Con la nazionale italiana Under-17 ha partecipato al campionato europeo di categoria del 2013, dove l'Italia ha ottenuto il secondo posto, e al campionato mondiale di categoria del 2013, dove l'Italia è stata eliminata agli ottavi di finale.
Il 12 agosto 2015 ha esordito con la nazionale Under-21 guidata da Luigi Di Biagio, giocando metà della partita amichevole Ungheria-Italia (0-0). È stato convocato per il campionato europeo Under-21 del 2019, competizione in cui è sceso in campo in due occasioni.

## Statistiche

### Presenze e reti nei club
Statistiche aggiornate al 13 maggio 2025.
| Stagione        | Squadra         | Campionato      | Campionato | Campionato | Coppe nazionali | Coppe nazionali | Coppe nazionali | Coppe continentali | Coppe continentali | Coppe continentali | Altre coppe | Altre coppe | Altre coppe | Totale | Totale |
| Stagione        | Squadra         | Comp            | Pres       | Reti       | Comp            | Pres            | Reti            | Comp               | Pres               | Reti               | Comp        | Pres        | Reti        | Pres   | Reti   |
| --------------- | --------------- | --------------- | ---------- | ---------- | --------------- | --------------- | --------------- | ------------------ | ------------------ | ------------------ | ----------- | ----------- | ----------- | ------ | ------ |
| 2015-gen. 2016  | Livorno         | B               | 10         | 1          | CI              | 2               | 0               | -                  | -                  | -                  | -           | -           | -           | 12     | 1      |
| gen.-giu. 2016  | Brescia         | B               | 14         | 1          | CI              | -               | -               | -                  | -                  | -                  | -           | -           | -           | 14     | 1      |
| 2016-2017       | Brescia         | B               | 30         | 0          | CI              | 1               | 0               | -                  | -                  | -                  | -           | -           | -           | 31     | 0      |
| Totale Brescia  | Totale Brescia  | Totale Brescia  | 44         | 1          |                 | 1               | 0               | -                  | -                  | -                  | -           | -           | -           | 45     | 1      |
| 2017-gen. 2018  | Spezia          | B               | 2          | 0          | CI              | 0               | 0               | -                  | -                  | -                  | -           | -           | -           | 2      | 0      |
| gen.-giu. 2018  | Foggia          | B               | 9          | 0          | CI              | -               | -               | -                  | -                  | -                  | -           | -           | -           | 9      | 0      |
| 2018-2019       | Bologna         | A               | 18         | 1          | CI              | 3               | 0               | -                  | -                  | -                  | -           | -           | -           | 21     | 1      |
| 2019-2020       | Amiens          | L1              | 21         | 1          | CF+CdL          | 1+3             | 0               | -                  | -                  | -                  | -           | -           | -           | 25     | 1      |
| 2020-gen. 2021  | Bologna         | A               | 1          | 0          | CI              | 1               | 0               | -                  | -                  | -                  | -           | -           | -           | 2      | 0      |
| Totale Bologna  | Totale Bologna  | Totale Bologna  | 19         | 1          |                 | 4               | 0               | -                  | -                  | -                  | -           | -           | -           | 23     | 1      |
| gen.-giu. 2021  | Cagliari        | A               | 2          | 0          | CI              | -               | -               | -                  | -                  | -                  | -           | -           | -           | 2      | 0      |
| 2021-2022       | Lecce           | B               | 31         | 0          | CI              | 3               | 2               | -                  | -                  | -                  | -           | -           | -           | 34     | 2      |
| ago. 2022       | Lecce           | A               | 0          | 0          | CI              | 1               | 0               | -                  | -                  | -                  | -           | -           | -           | 1      | 0      |
| Totale Lecce    | Totale Lecce    | Totale Lecce    | 31         | 0          |                 | 4               | 2               |                    | -                  | -                  |             | -           | -           | 35     | 2      |
| ago. 2022-2023  | Pisa            | B               | 26         | 0          | CI              | -               | -               | -                  | -                  | -                  | -           | -           | -           | 26     | 0      |
| 2023-2024       | Pisa            | B               | 26         | 2          | CI              | 0               | 0               | -                  | -                  | -                  | -           | -           | -           | 26     | 2      |
| 2024-2025       | Pisa            | B               | 28         | 0          | CI              | 2               | 0               | -                  | -                  | -                  | -           | -           | -           | 30     | 0      |
| Totale Pisa     | Totale Pisa     | Totale Pisa     | 80         | 2          |                 | 2               | 0               |                    | -                  | -                  |             | -           | -           | 82     | 2      |
| Totale carriera | Totale carriera | Totale carriera | 217        | 6          |                 | 17              | 2               | -                  | -                  | -                  | -           | -           | -           | 242    | 8      |

### Cronologia presenze e reti in nazionale
| Cronologia completa delle presenze e delle reti in nazionale ― Italia under 21 | Cronologia completa delle presenze e delle reti in nazionale ― Italia under 21 | Cronologia completa delle presenze e delle reti in nazionale ― Italia under 21 | Cronologia completa delle presenze e delle reti in nazionale ― Italia under 21 | Cronologia completa delle presenze e delle reti in nazionale ― Italia under 21 | Cronologia completa delle presenze e delle reti in nazionale ― Italia under 21 | Cronologia completa delle presenze e delle reti in nazionale ― Italia under 21 | Cronologia completa delle presenze e delle reti in nazionale ― Italia under 21 |
| Data                                                                           | Città                                                                          | In casa                                                                        | Risultato                                                                      | Ospiti                                                                         | Competizione                                                                   | Reti                                                                           | Note                                                                           |
| ------------------------------------------------------------------------------ | ------------------------------------------------------------------------------ | ------------------------------------------------------------------------------ | ------------------------------------------------------------------------------ | ------------------------------------------------------------------------------ | ------------------------------------------------------------------------------ | ------------------------------------------------------------------------------ | ------------------------------------------------------------------------------ |
| 12-8-2015                                                                      | Telki                                                                          | Ungheria under 21                                                              | 0 – 0                                                                          | Italia under 21                                                                | Amichevole                                                                     | -                                                                              | 46’                                                                            |
| 10-8-2016                                                                      | San Benedetto del Tronto                                                       | Italia under 21                                                                | 0 – 0                                                                          | Albania under 21                                                               | Amichevole                                                                     | -                                                                              | 61’                                                                            |
| 4-9-2017                                                                       | Cittadella                                                                     | Italia under 21                                                                | 4 – 1                                                                          | Slovenia under 21                                                              | Amichevole                                                                     | -                                                                              | 80’                                                                            |
| 15-10-2018                                                                     | Vicenza                                                                        | Italia under 21                                                                | 2 – 0                                                                          | Tunisia under 21                                                               | Amichevole                                                                     | -                                                                              | 79’                                                                            |
| 15-11-2018                                                                     | Ferrara                                                                        | Italia under 21                                                                | 1 – 2                                                                          | Inghilterra under 21                                                           | Amichevole                                                                     | -                                                                              | 21’                                                                            |
| 19-11-2018                                                                     | Reggio Emilia                                                                  | Italia under 21                                                                | 1 – 2                                                                          | Germania under 21                                                              | Amichevole                                                                     | -                                                                              |                                                                                |
| 25-3-2019                                                                      | Frosinone                                                                      | Italia under 21                                                                | 2 – 2                                                                          | Croazia under 21                                                               | Amichevole                                                                     | -                                                                              | 87’                                                                            |
| 16-6-2019                                                                      | Bologna                                                                        | Italia under 21                                                                | 3 – 1                                                                          | Spagna under 21                                                                | Europeo Under-21 2019 - 1º turno                                               | -                                                                              | 11’                                                                            |
| 22-6-2019                                                                      | Reggio Emilia                                                                  | Belgio under 21                                                                | 1 – 3                                                                          | Italia under 21                                                                | Europeo Under-21 2019 - 1º turno                                               | -                                                                              |                                                                                |
| Totale                                                                         |                                                                                | Presenze                                                                       | 9                                                                              |                                                                                | Reti                                                                           | 0                                                                              |                                                                                |

## Palmarès

### Competizioni nazionali
- Campionato italiano di Serie B: 1

Lecce: 2021-2022